# Municipio de Frederick (Illinois)
El municipio de Frederick (en inglés: Frederick Township) es un municipio ubicado en el condado de Schuyler en el estado estadounidense de Illinois. En el año 2010 tenía una población de 176 habitantes y una densidad poblacional de 4,51 personas por km².

## Geografía
El municipio de Frederick se encuentra ubicado en las coordenadas 40°5′31″N 90°25′50″O / 40.09194, -90.43056. Según la Oficina del Censo de los Estados Unidos, el municipio tiene una superficie total de 39 km², de la cual 35,76 km² corresponden a tierra firme y (8,31 %) 3,24 km² es agua.

## Demografía
Según el censo de 2010, había 176 personas residiendo en el municipio de Frederick. La densidad de población era de 4,51 hab./km². De los 176 habitantes, el municipio de Frederick estaba compuesto por el 95,45 % blancos, el 3,98 % eran afroamericanos, el 0,57 % eran de otras razas. Del total de la población el 1,7 % eran hispanos o latinos de cualquier raza.